# 秋田県立ゆり支援学校道川分教室
秋田県立ゆり支援学校道川分教室（あきたけんりつ ゆりしえんがっこうみちかわぶんきょうしつ）は、かつて秋田県由利本荘市岩城内道川に存在した公立特別支援学校の分教室。国立病院機構あきた病院に併設されていた関係上、病弱者を教育領域としていた。
生徒数減少により2022年度（令和4年度）での閉室が決まり、2023年（令和5年）3月15日に閉室式が行われた。

## 概要
2003年12月1日、当時の本荘市に所在した国立療養所秋田病院の廃止に伴い、同病院に併設され、同年度末で閉校が決まっていた秋田県立本荘養護学校の機能を事実上移転するため、国立療養所秋田病院よりも規模が小さかったにもかかわらず存続した当時の由利郡岩城町に所在した国立療養所道川病院（現：独立行政法人国立病院機構あきた病院）に、同養護学校の分教室として設置されたのが始まりである。
翌2004年3月で、本荘養護学校本校が閉校となったため、同年4月1日より秋田県立秋田養護学校（肢体不自由を教育対象）の分教室となった。
しかし、「あきた総合支援エリア かがやきの丘」構想により、2010年3月で秋田養護学校も閉校となったため、同年4月より当分教室と同じ由利本荘市にある、秋田県立ゆり養護学校（現・秋田県立ゆり支援学校。知的障害を教育対象）の分教室となった。
本分教室の場合は、通学制の形を取らず、併設元である国立病院機構あきた病院に入院する重症心身障害児を中心とした訪問教育制をとっていた。分教室ではあったが、秋田県における重症心身障害研究基幹校に指定されていた。
前述のように、令和4年度末で閉室されたため、同年度末時点での在籍生徒は、秋田県立秋田きらり支援学校へ転出となり、同支援学校の訪問教育での対応とされた。

## 沿革
- 2003年（平成15年）12月1日 - 国立療養所秋田病院の閉院に伴い、国立療養所道川病院に併設される形で秋田県立本荘養護学校道川分教室として、開室。
- 2004年（平成16年）4月1日 - 本荘養護学校閉校に伴い、秋田県立秋田養護学校道川分教室に改称。
- 2010年（平成22年）4月1日 - 秋田養護学校閉校に伴い、秋田県立ゆり養護学校道川分教室に改称。
- 2016年（平成28年）4月1日 - 母体校の校名変更にともない、秋田県立ゆり支援学校道川分教室に改称[4]。
- 2023年（令和5年）3月31日 - 廃室。在籍生徒は秋田県立秋田きらり支援学校に転学。

## 学部
- 小学部
- 中学部
- 高等部